# Fincolo
Fincolo é uma comuna rural do sul do Mali da circunscrição de Sicasso e região de Sicasso. Segundo censo de 1998, havia 10 106 residentes, enquanto segundo o de 2009, havia 22 429. A comuna inclui 1 cidade e 7 vilas.

## História
Ca. 1830/1835, após serem expulsos do Império de Congue, Nianamaga e Tiemonconco Traoré foram a Fincolo, onde Pigueba Uatara cercou-os, obrigando-os a fugir para Cafela. Em 1850, Siramanadiã organizou um encontro entre seu sobrinho Daulá (r. 1845–1860) e Pigueba a acontecer entre Fincolo e Zanso, mas Daulá não apareceu por receio de ser uma tramoia contra si.  A guerra persistiu e após alguns movimentos, Pigueba foi derrotado as portas de Fincolo por Daulá.